# Archivinformationssystem Niedersachsen und Bremen
Das Archivinformationssystem Niedersachsen und Bremen (Arcinsys Niedersachsen Bremen) löste 2015 das vom Niedersächsischen Landesarchiv und weiteren niedersächsischen Archiven genutzte Archivinformationssystem izn-AIDA ab.

## Geschichte
Arcinsys wurde als Version 2 des Hessischen Archiv-Dokumentations- und Informations-Systems HADIS im Rahmen einer Kooperation zwischen dem Hessischen Landesarchiv und dem Niedersächsischen Landesarchiv entwickelt. Beide Archive übernehmen zusammen die Pflege und Weiterentwicklung der Software. Seit Ende 2016 ist auch das Land Schleswig-Holstein an der Kooperation beteiligt. Seit Anfang 2020 stellt auch das Staatsarchiv Bremen seine Bestände über Arcinsys zur Verfügung.

## Funktion
Arcinsys ist eine Webanwendung. Nutzer arbeiten im selben System wie die Mitarbeiter eines Archivs. Der Funktionsumfang der Anwendung deckt alle Aufgabenbereiche eines Archivs ab. 
Die Arcinsys-Menüs Navigator (Recherche, Erschließung) und Suche (Volltextrecherche, Signatursuche) bauen auf HADIS-Komponenten auf. Neu entwickelt wurden die Menüs: Merkliste (Merken/Bestellen), Beantragen (Nutzungsanträge, Berechtigungsverwaltung), Nutzen (Bereitstellung, Nutzung, Lesesaalverwaltung), Übernehmen (Behördenberatung, Bewertung, Zugangsverwaltung), Managen (Erschließungsplanung, Bestandserhaltungsplanung), Aufbewahren (Magazinverwaltung), Administrieren. Arcinsys setzt das Repräsentationenmodell für analoges und digitales Archivgut um. Jede Archivalienverzeichnung beschreibt somit ein Informationsobjekt als logische, nicht als physische Einheit. Einem Archivale werden mehrere physische Repräsentationen zugeordnet – z. B. das Papieroriginal, dessen Abbildung auf Mikrofiche, das Nutzungsdigitalisat. Bei originär digitalen Objekten können mehrere Repräsentationen unterschiedliche Migrationsstufen abbilden. Der Nutzer bestellt ein Archivale zur Nutzung, das Archiv stellt eine Repräsentation zur Nutzung bereit.

## Inhalt
Arcinsys enthält derzeit über 7 Millionen verzeichnete Archivalien. Ständig werden für die Online-Recherche neue Verzeichnungen bereitgestellt, soweit keine Rechtsvorschriften eine Veröffentlichung der Erschließungsinformationen ausschließen. Außerdem werden Digitalisate der Archivalien verfügbar gemacht.
Neben den sieben Standorten des Niedersächsischen Landesarchivs stellen weitere 39 Archive (Stand März 2016) Beschreibungen ihrer Bestände und Verzeichnungen ihrer Archivalien für die Online-Recherche in Arcinsys zur Verfügung. Darüber hinaus enthält Arcinsys Kurzbeschreibungen zu 169 weiteren Archiven in Niedersachsen mit Kontaktdaten und Kurzinformationen zu deren Beständen.

## Nutzung
Es sind drei Formen der Nutzung möglich:
- Unangemeldete Nutzer können in frei zugänglichen Bestands- und Erschließungsdaten recherchieren und freie Digitalisate einsehen.
- Registrierte Nutzer können Suchanfragen speichern, Archivalien auf ihre Merkliste stellen und Nutzungsanträge bei beteiligten Archiven stellen.
- Nutzer mit genehmigtem Nutzungsantrag können Archivalien bestellen.